# Maderbichl
Maderbichl ist ein relativ junger Ortsteil der Gemeinde Steingaden im oberbayerischen Landkreis Weilheim-Schongau.

## Lage
Das als Streusiedlung angelegte Dorf liegt auf freier Flur, knapp zwei Kilometer nördlich von Steingaden. Es erstreckt sich auf ca. einem Kilometer Länge. Westlich und nordwestlich befinden sich der Braunecksee und der Hofsee.

## Geschichte
Maderbichl entstand Ende der 1950er Jahre als eine Ansammlung von Aussiedlerhöfen.